# The Ungovernable Force

The Ungovernable Force est un album du groupe punk rock britannique Conflict, sorti en 1986. 

## Historique

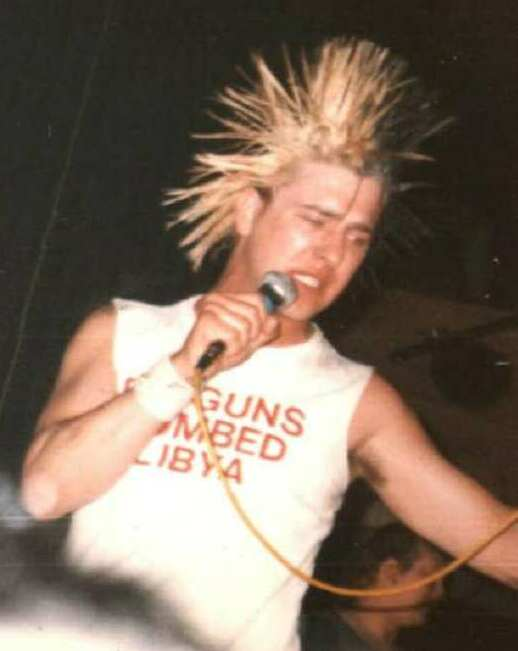
Conflict, en concert à l'Université de Leeds,1986

Il a été publié en 1986 par Mortarhate Records. Considéré par de nombreux membres de la communauté punk rock comme étant la représentation la plus cohérente et la plus complète de leur message et de leur esthétique, cet album est devenu un classique durable de la culture musicale anarcho-punk,,,.

## Titres
1. You Cannot Win – 3:17
2. The Ungovernable Farce – 1:27
3. A Piss in the Ocean – 2:03
4. C.R.A.S.S. – 1:25
5. Custom Rock – 1:51
6. 1986, The Battle Continues – 0:59
7. Mental Mania – 2:00
8. The Ungovernable Force – 3:21
9. They Said That... – 2:15
10. Force or Service – 2:09
11. The Arrest – 1:16
12. Statement – 2:10
13. The Day Before – 2:10
14. This is the A.L.F. – 2:47
15. To Be Continued... – 3:03
16. Mighty and Superior – 3:49
17. To Whom It May Concern – 3:16
18. This is the A.L.F. (remix) – 2:48
19. This is the A.L.F. (remix) – 2:47
20. Custom Rock – 1:49
21. Statement – 2:10
22. Hidden Track – 1:56